# ヘミトリゴン・ラオスエンシス
へミトリゴン・ラオスエンシス（学名：Hemitrygon laosensis）は、アカエイ科に分類される淡水エイの一種。
タイとラオスのチャオプラヤー川、メコン川に分布するが、チャオプラヤー川の記録は移入とされている。

## 分類と系統
1968年、多紀保彦によりDasyatis属の未記載種として認識された。その後の1987年、科学雑誌『Environmental Biology of Fishes』の中で正式に記載された。模式標本はタイのチエンラーイ県で捕獲された未熟な雄であった。1999年に行われた系統解析により、本種はタイ湾のDasyatis属の種と近縁であると判明した。

## 分布と生息地
大河川の砂地に生息し、タイとラオスの国境付近のメコン川、タイ中部のチャイナート県付近のチャオプラヤー川から記録されている。これら2つの個体群は隔離されている可能性がある。

## 形態
体盤は僅かに縦長の楕円形で、吻先は僅かに突き出る。目は小さく、その後ろに少し大きな噴水孔がある。歯列は上顎が28 - 38列、下顎が33 - 41列。幼魚と雌成魚の歯は鈍いが、雄成魚の歯は先が尖る。雄成魚は顎が強く湾曲する。口底には5列の乳頭突起があり、外側のものは小さい。鰓裂は短く、5対ある。腹鰭は長く、角の丸い三角形。尾は鞭状で、長さは体盤の2倍以下で、1または2本の毒棘がある。尾棘の後方には上下に尾褶があり、下側の尾褶の方が2.5 - 3倍長い。
背中と尾の正中線上には、棘状の皮歯が並んでいる。尾の付け根のものが最も太く、皮歯は年齢とともに増加する。また背面には細かい皮歯の帯がある。背面は一様に褐色で、模様などは無く、尾褶は暗色。腹面は青白く、薄いオレンジ色の斑点が不規則に入り、縁は明るいオレンジ色。腹面の体色はアカエイに似るが、体盤の形や歯の数、背面の体色が異なる。体盤幅は最大62 cmに達する 。体重は30 kgに達することもあると言われる。

## 生態
無脊椎動物などの底生生物を捕食する。無胎盤性の胎生で、胎仔数はおそらく1尾。

## 人との関わり
大型魚を狙った漁業による影響を受けている。地引網や釣りで混獲され、食用として市場に並ぶ。漁師が本種を混獲すると、安全のため毒棘を折る。しかしダムの建設、川の汚染など、生息環境の悪化による影響が最も大きい。小型個体は観賞用に飼育されることもある。こうしたことから国際自然保護連合によって絶滅危惧種に指定されている。タイ政府は1990年代に飼育下繁殖を試みたが、現在は行われていない。
日本では飼育例が少ないが、以前にアクア・トトぎふで飼育されていた。